# ویدار

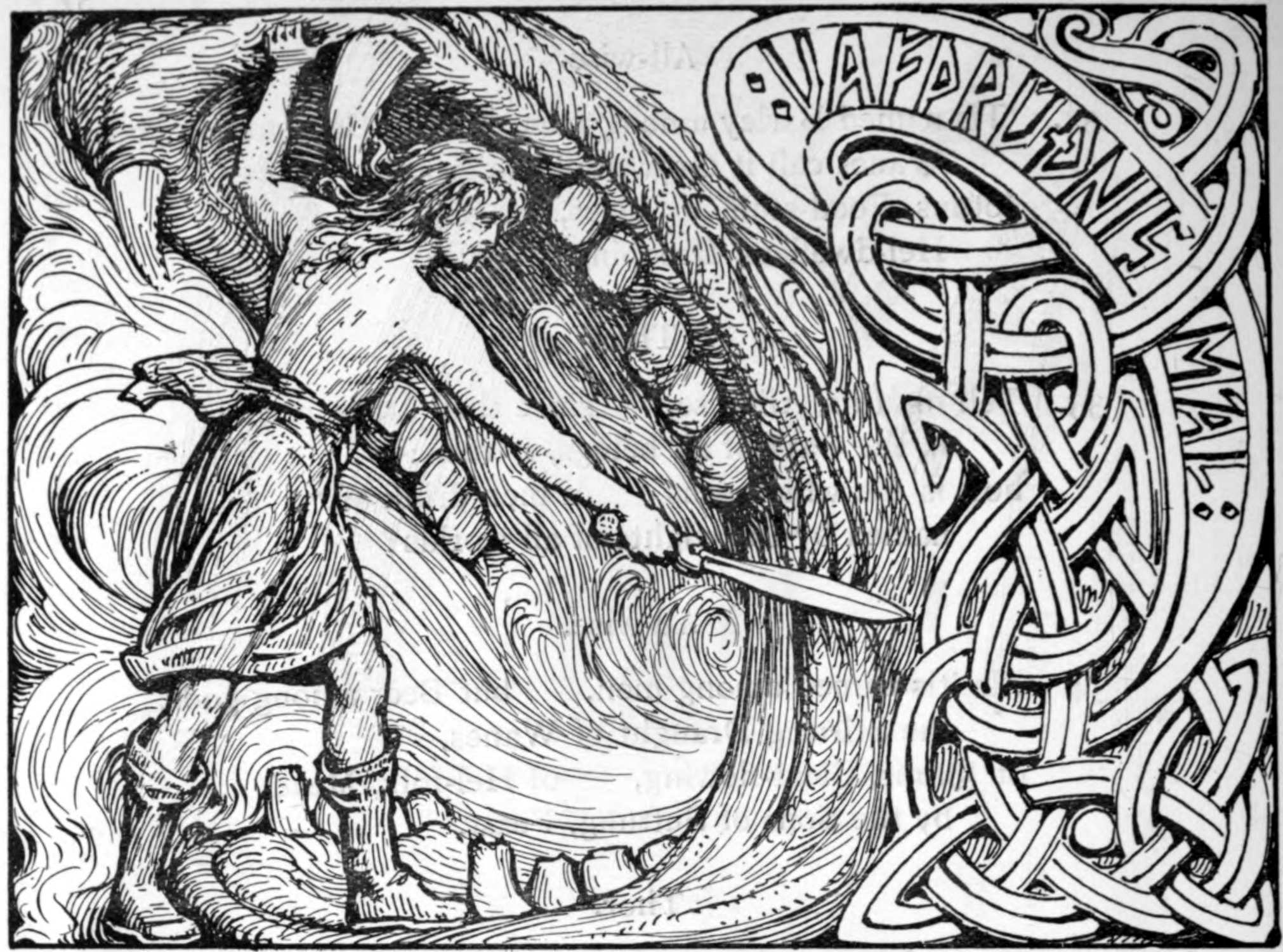
یک طراحی از دبلیو جی کالینگ‌وود که در آن ویدار در حال مبارزه با فنریر به تصویر کشیده شده است (۱۹۰۸). در بسیاری از افسانه‌ها، دربارهٔ چگونگی این مبارزه داستان‌هایی آمده است، از جمله اینکه ویدار پا بر آروارهٔ فنریر می‌گذارد و او را می‌کشد.

ویدار (به زبان نروژی باستان: Víðarr)، (به صورت‌های دیگری همچون Widar, Vidar, Vitharو Vidarr نیز نوشته می‌شود)، در اسطوره‌شناسی اسکاندیناوی ایزدی در میان آسیر است که با انتقام مرتبط است. او پسر اودین و گرید یوتون (غول مؤنث جنگلی با نام گرید) است. در پیشگویی‌ها آمده است که او در رگناروک (نبرد پایان جهان) بر فنریر (گرگی بزرگ) پیروز می‌شود و با کشتن او، انتقام مرگ پدرش را می‌گیرد. در سدهٔ سیزدهم میلادی، از او در کتاب‌هایی همچون ادای منظوم و ادای منثور نوشتهٔ اسنوری استورلوسون نام برده شده است. نظریه‌های بسیاری بر پایهٔ شخصیت او و چگونگی سوگواری‌اش بر مرگ پدر ارائه شده است.

## یافته‌های باستان‌شناسی

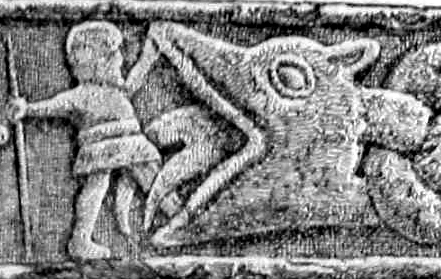
تصویر مرد نیزه‌دار و هیولا بر صلیب گراسفورت.

در میانه‌های سدهٔ یازدهم میلادی، صلیب گراسفورت در شهر کامبریای انگلستان از سنگ ساخته شد. بر این صلیب، تصاویری از روز قیامت مسیحیان و روز رگناروک به نمایش درآمده است. برخی از این تصاویر به سبک هنر وایکینگ‌ها است؛ از آن جمله می‌توان به تصویر مردی اشاره کرد که نیزه‌ای به‌دست گرفته، دهان هیولایی را باز کرده و یکی از پاهای خود را بر آروارهٔ پایینی آن گذاشته است. این تصویر را نمایشی از جنگ ویدار و فنریر دانسته‌اند. برخی آن را استعاره‌ای از نبرد مسیح و شیطان دانسته‌اند.